# Heinrich Borgmann
Heinrich Borgmann (Angermünde, 15 agosto 1912 – Magdeburgo, 5 aprile 1945) è stato un militare tedesco della Wehrmacht durante la seconda guerra mondiale. Fu ferito gravemente durante l'attentato a Hitler del 20 luglio 1944.

## Biografia
Borgmann si arruolo nella fanteria nel 1932 e per l'inizio della seconda guerra mondiale aveva raggiunto il grado di capitano. Prese parte alla campagna di Polonia e alla campagna di Francia venendo decorato con la Croce di Cavaliere della Croce di Ferro il 19 luglio 1940. In seguito fu trasferito sul fronte orientale e fu decorato con la Croce di Cavaliere della Croce di Ferro con Fronde di Quercia l'11 febbraio 1942 mentre serviva 46º reggimento di fanteria. Fu promosso al grado di maggiore e trasferito allo staff dell'esercito come aiutante nel quartier generale di Hitler, l'11 ottobre 1943 fu promosso a tenente colonnello.
Il 20 luglio 1944 era presente al quartier generale di Hitler quando una bomba deflagrò, ferendo lo stesso Hitler e uccidendo lo stenografo Heinrich Berger, 
il colonnello Heinz Brandt, i generali Günther Korten e Rudolf Schmundt. Borgmann rimase ferito gravemente durante l'attentato e fu trasferito in un ospedale militare. Dopo essersi ripreso fu trasferito ad una divisione di fanteria e promosso a colonnello. In seguito fu nominato comandante della Volksgrenadier-Division "Scharnhorst". Borgmann rimase ucciso durante un attacco aereo a bassa quota insieme a tutto il suo staff nell'aprile 1945.